# Ho fatto splash
Ho fatto splash è un film del 1980 scritto, diretto ed interpretato da Maurizio Nichetti.

## Trama
1958. Un bambino si addormenta in un soggiorno per non più risvegliarsi mentre i suoi familiari assistono a Canzonissima. Venti anni dopo, oramai adulto, Maurizio si ritrova solo nel medesimo appartamento, cadente e pieno di ragnatele. Una sua cugina, di professione insegnante, appresa la notizia del suo risveglio, lo accoglie in casa sua a Milano, dove abita con due amiche che sognano di far breccia nell'ambito artistico, l'una come fumettista, l'altra come attrice.
Maurizio, dotato di una certa intelligenza benché non dica mai una parola, porterà un certo scompiglio nelle loro vite, dal matrimonio di sua cugina allo spettacolo teatrale della aspirante attrice, ciononostante alla fine cambierà in meglio l'esistenza grama delle tre ragazze.
Durante un set per uno spot pubblicitario di una bevanda gasata, dopo avere causato involontariamente la fuoriuscita del liquido da una bottiglia, agitandolo e provocando una schiuma gassosa, si giustificherà pronunciando la frase che dà il titolo al film. Questa frase, unita al gesto di agitare la bottiglia prima dell'uso, diventerà lo slogan e il nome della bevanda (Splash), che riscuoterà enorme successo tra grandi e piccoli.

## Critica
«... cerca di bissare il successo di Ratataplan ma non sa sollevarsi da una scontata comicità sui falsi miti della televisione e del carrierismo.» *½ 
«... Insolita ricchezza di gag visive in cui traspare la lezione del grande cinema comico        muto. » *3 ½ 

## Curiosità
- In alcune scene il figlio di Mimì sta vedendo l'anime giapponese Mobile Suit Gundam, la cui sigla viene fatta ascoltare più volte in modo martellante.
- Nello spot pubblicitario della bevanda gasata "Splash" appare Manuela Blanchard (non accreditata) che declama lo slogan.